# Beguščaja po volnam
Beguščaja po volnam (Бегущая по волнам, "Colei che corre sull'onda") è un film del 1967 diretto da Pavel Grigor'evič Ljubimov e basato sull'omonimo romanzo del 1928 dello scrittore Alexander Grin.

## Trama
Il pianista Garvey (Sava Chašhimov), in giro per una tournée di cui è terribilmente stanco, scende dal treno in una piccola stazione per comprare le sigarette. Lì apprende dalla commessa che le città immaginate dallo scrittore Alexander Green esistono nella realtà e che è facile raggiungerle semplicemente salendo su un autobus. Il pianista rimane sulla banchina, lasciando il suo produttore sul treno in partenza, e si incammina verso la città di Liss, giungendovi al mattino. Lì, in riva al mare, incontra una ragazza meravigliosa, Bice Seniel (Margarita Terechova), di cui si innamora a prima vista. Poi incontra il capitano Gez (Rolan Bykov), proprietario del veliero "Colei che corre sull'onda", e salpa come passeggero.
Durante il viaggio la nave fa scalo a Dagon e prende a bordo diverse passeggere. Dopo aver litigato con il capitano che, ubriaco aveva insultato una ragazza, Garvey viene messo a forza su un gommone e lasciato solo nel mare notturno. Una bella ragazza che assomiglia a Bice ,anche se lei sostiene di non essere Bice, ma Frazee Grant, appare a Garvey appisolato sulle onde, e gli parla. La visione femminile gli predice che incontrerà un battello a vapore che lo salverà e una ragazza di nome Daisy.